# Берроуз, Карл
Карл Бэ́рроуз (англ. Karl Burrows, род. 17 февраля 1969 года) — английский бывший профессиональный снукерист.

## Карьера
Карл Берроуз никогда не достигал финальной стадии чемпионата мира, но несколько раз выходил в финальные стадии других рейтинговых турниров. В 1998 году он вышел 1/8 финала British Open, а в 1996 году в 1/16 финала Asian Classic победил Джона Хиггинса со счётом 5:0.
4 ноября 1999 года, на турнире Benson & Hedges Championship Берроуз сделал максимальный брейк. Высший официальный рейтинг Карла — 69-й (сезон 1998/99).
Всего в мэйн-туре Берроуз провёл 10 сезонов (с 1991/92 по 2000/01).